# Дэдэ-Ичётуй
Дэ́дэ-Ичётуй (бур. Дээдэ Үшөөтэй) — улус в Джидинском районе Бурятии, административный центр Ичётуйского сельского поселения.

## Происхождение названия
Название улуса, топоним «Ичетуй» или «Учөөтэй», этимологически раскрывается апеллятивной основой бурятского слова «Yшөөhэн», означающего «тальник, ива» (Yшөөhэн гүльгэлөө — ива распустила почки (см. Черемисов К. М. Бурятско-русский словарь. — М.: Сов. Энциклопедия, 1973. — С.520). Название улуса Дэдэ-Ичётуй образовано от названия реки Ичётуй. Действительно, речку на всем её протяжении украшает роща «гигантских» кустарников. Улус является самым северным или верхним населённым пунктом на реке. Это наиболее точная этимология топонима.
Другая версия, менее вероятная — мифологическая — гласит, что название произошло благодаря древней легенде, по которой сам Чингисхан, охотясь в здешних местах, остановился в долине реки на привал, то есть «Унжөөдэй» — дневал.

## География
Село расположено в 20 км к северо-востоку от райцентра, на левом берегу реки Ичётуй, к западу от подножия священной горы Бурин-Хан.
Соседние населенные пункты — Цагатуй, Додо-Ичётуй, Инзагатуй.

## История
Долину реки Ичётуй много веков назад облюбовали потомки древних монгольских родов — урянхайцев, сартулов, табангутов.
Приказом по Забайкальскому казачьему войску № 248 от 22 марта 1916 года Верхне-Ичетуйское урочище Гэгэтуйской станицы было переименовано в Верхне-Самсоновское в память бывшего командующего армией генерала Самсонова.
Первое коллективное хозяйство (коневодческое) в улусе создано в 1928 году.

## Население
| 2002  | 2010  | 2012  | 2013  | 2014  | 2015  | 2016  |
| ----- | ----- | ----- | ----- | ----- | ----- | ----- |
| 1477  | ↘1150 | ↘1139 | ↗1142 | ↘1123 | ↘1113 | ↘1082 |
| 2017  | 2018  | 2019  | 2020  | 2021  | 2023  | 2024  |
| ↘1054 | ↘1042 | ↘1023 | ↘1015 | ↘985  | ↘962  | ↘937  |

По переписи 2010 года в селе зафиксировано 400 дворов, в которых проживали 1746 жителей.

## Экономика
Население преимущественно занимается сельским хозяйством, имеет личные подсобные хозяйства.
В 2010 году на всех жителей села приходилось более 200 личных автомашин, 46 тракторов, 38 сельхозмашин.
В подворьях содержалось 3200 голов крупного рогатого скота, 2200 лошадей, 680 овец, 250 свиней, 1800 кур.

## Социальная инфраструктура
- Средняя школа
- Детский сад
- Дом культуры
- Библиотека
- Почта
- Фельдшерско-акушерский пункт

## Связь
«Мегафон», «МТС», «Бурятвестком»

## Достопримечательности
- Музей Доржи Банзарова
- Барельеф Доржи Банзарова перед фасадом средней школы

- Бургултэ — петроглифы (бронзовый век), выполненные красной краской
- Улан-Хадык — могильник (бронзовый век) из 8 керексуров и 8 плиточных могил
- Малый Улан-Хадык (Улан-Хада) — могильник (бронзовый век — средневековье) из 8 плиточных могил, 18 керексуров, 3 средневековых могил
- Хузубшик Убэр — могильник (бронзовый век-средневековье) из 12 плиточных и 3 кочевнических могил, 15 керексуров
- Аршан — могильник (бронзовый век-средневековье) из 4 плиточных могил, 12 керексуров, 4 средневековых могил
- Моностай — могильник (бронзовый век) из 10 керексуров и 7 плиточных могил
- Большая Улан Хада — могильник (бронзовый век) из 20 керексуров и 1 плиточной могилы
- Шулугдыр — могильник (бронзовый век) из 2 плиточных могил
- Шулюк — могильник (бронзовый век-средневековье) из 24 керексуров, 2 плиточных могил и 7 средневековых кладок
- Субурган
- Ансамбль «Ая-ганга»

## Выдающиеся люди
- Банзаров Доржи — первый бурятский учёный — востоковед, (фундаментальный труд по шаманизму монголов выполнен под руководством ведущего российского ученого ориенталиста М.Ковалевского, профессора Казанского университета; монадная культура раскрывается различными подходами: философским, историческим, филологическим, этнологическим, кросс-культурным, естественно-научным и т. д.), советник губернатора Восточной Сибири, XIX век.
- Хайдабай Данзан — настоятель Сартуул-Гэгэтуйского дацана, обладал даром ясновидения. В период гонений на религиозные конфессии прятался от советской власти в лесу, но был пойман комсомольскими активистами и посажен в тюрьму. Выпущен из тюрьмы перед смертью, когда был уже тяжело болен. Последние дни жил в Улан-Удэ у сестер.
- Балсанов Сергей Жугдурович — член союза журналистов СССР, заслуженный работник культуры Бурятии
- Гармаев Александр Будаевич — мастер спорта СССР по вольной борьбе, заслуженный работник физической культуры РБ, тренер сборной РБ по женской борьбе
- Доржиева Дарима Константиновна — заслуженный работник культуры Бурятии, руководитель творческих коллективов села
- Доржиев Александр Цыденешеевич — дипломат, Генеральный консул России в Монголии
- Абушеев Виктор Мункожапович — заслуженный работник физической культуры Бурятии, мастер спорта СССР по вольной борьбе, генеральный директор фирмы «Байкалжилстрой», депутат Народного Хурала Бурятии пятого созыва
- Аюшеев Чингис Бальжинимаевич — заслуженный артист Бурятии, обладатель Гран-при всероссийского конкурса «Романсиада»
- Жигмытов Пэрэнлэ — геше, профессор буддийских наук (публичная защита звания в Тибете), настоятель Сартул-Гэгэтуйского дацана начала 20 века.
- Жигмытов Тумур Бадмажапович (настоящее имя Дамбиев Тумур Дамбиевич) — подполковник Генерального штаба Министерства обороны СССР
- Жигмытов Баяр Тумурович — поэт, заслуженный деятель культуры Республики Бурятия, кандидат политических наук
- Цаганов Анатолий Михайлович — заслуженный работник физической культуры РСФСР